# Elizabeth Holmes
Elizabeth Anne Holmes (ur. 3 lutego 1984 w Waszyngtonie) – amerykańska bizneswoman, założycielka firmy Theranos, oskarżona o oszukanie inwestorów i skazana na 10-letni zakaz zajmowania stanowisk managerskich w spółkach publicznych.

## Życiorys
Urodzona 3 lutego 1984 roku w Waszyngtonie jako córka Christiana i Noel. Wychowywała się w Houston. Już w wieku 7 lat marzyła o zostaniu wynalazcą i zaczęła podejmować pierwsze próby. Chciała zostać lekarzem, ale z powodu lęku przed igłami zdecydowała się na nauki okołomedyczne. Studiowała inżynierię chemiczną na Uniwersytecie Stanforda i była wyróżniającą się studentką, jednak porzuciła edukację i w 2003 roku założyła firmę Theranos. Następne 10 lat poświęciła na prace nad metodą bezbolesnego pobierania krwi i szybkiego prowadzenia jej analiz na podstawie kilku kropli uzyskanych z nakłucia palca. Od 2003 roku wartość firmy rosła, osiągając maksymalnie 9 mld dolarów, przy czym majątek Holmes jako posiadaczki 50% udziałów szacowano na 4,5 mld dolarów. W 2014 została najmłodszą miliarderką na świecie wśród tych, które same zapracowały na swoje pieniądze.
Wyniki firmy Theranos zostały zweryfikowane przez niezależne badania, które wykazały 12-procentowe prawdopodobieństwo poprawności wyników jej testów. Spowodowało to odpływ inwestorów. W czerwcu 2016 spółka była wyceniana na 0 dolarów, miesiąc później otrzymała zakaz badań krwi, a wobec spółki wszczęto postępowania wyjaśniające. W efekcie w październiku tego samego roku firma rozpoczęła zwolnienia i wygaszanie działalności.
W marcu 2018 roku Holmes i jej współpracownik Ramesh Balwani zostali oskarżeni przez komisję ds. papierów wartościowych (SEC) o pozyskanie środków od inwestorów za pomocą „wyrafinowanego, wieloletniego oszustwa”. W ramach ugody Holmes zgodziła się oddać kontrolę nad spółką i jej akcje oraz zapłacić 0,5 mln dolarów grzywny, a także otrzymała 10-letni zakaz zajmowania wyższych stanowisk w spółkach publicznych.
14 czerwca 2018 roku FBI postawiło jej zarzuty oszustwa względem inwestorów, lekarzy i pacjentów. W styczniu 2022 sąd federalny w San Jose uznał jej winę w 4 z 11 stawianych jej zarzutów zmowy w celu oszukania inwestorów oraz defraudacji. W listopadzie 2022 sąd w Kalifornii skazał ją na 11 lat więzienia, 30 maja 2023 roku rozpoczęła odbywanie wyroku.